# Ungersk blåsippa
Ungersk blåsippa (Hepatica transsilvanica) är en flerårig, 20–25 cm hög ört som tillhör familjen ranunkelväxter. Den har femflikiga, ljusgröna blad som har den fjunigare behåring än den vanliga blåsippan och ljust blå blommor som är större (3-5 cm i diameter) än den vanliga blåsippans blommor. Den ungerska blåsippan blommar i april–maj.
Ungersk blåsippa härstammar namnet till trots från Rumänien. Den odlas som prydnadsväxt och är härdig i större delen av Sverige men reproducerar sig inte. Inga underarter finns listade i Catalogue of Life.
Släktnamnet Hepatica kommer av latinets hepar (lever) och syftar på bladundersidans bruna färg och bladens likhet med leverflikar.